# Karos
Karos es un pueblo ubicado en el distrito de Cigánd, condado de Borsod-Abaúj-Zemplén, Hungría.

## Superficie
Posee una superficie de 15,32 kilómetros cuadrados.

## Demografía
Hasta 2022 la población era de 505 habitantes, con una densidad de población de 32,96 habitantes por kilómetro cuadrado.